# Mosaïque de Virgile
La mosaïque de Virgile est une mosaïque retrouvée sur le site de l'ancienne Hadrumète et actuellement conservée au musée national du Bardo, dont elle constitue l'une des pièces maîtresses. Elle constitue à l'heure actuelle le portrait le plus ancien du poète latin Virgile.

## Histoire
La mosaïque est découverte en 1896 dans un jardin de Sousse et constitue l'emblema d'une mosaïque plus grande.

## Description
Elle est incluse dans un cadre de 1,22 mètre de côté.

### Personnage central

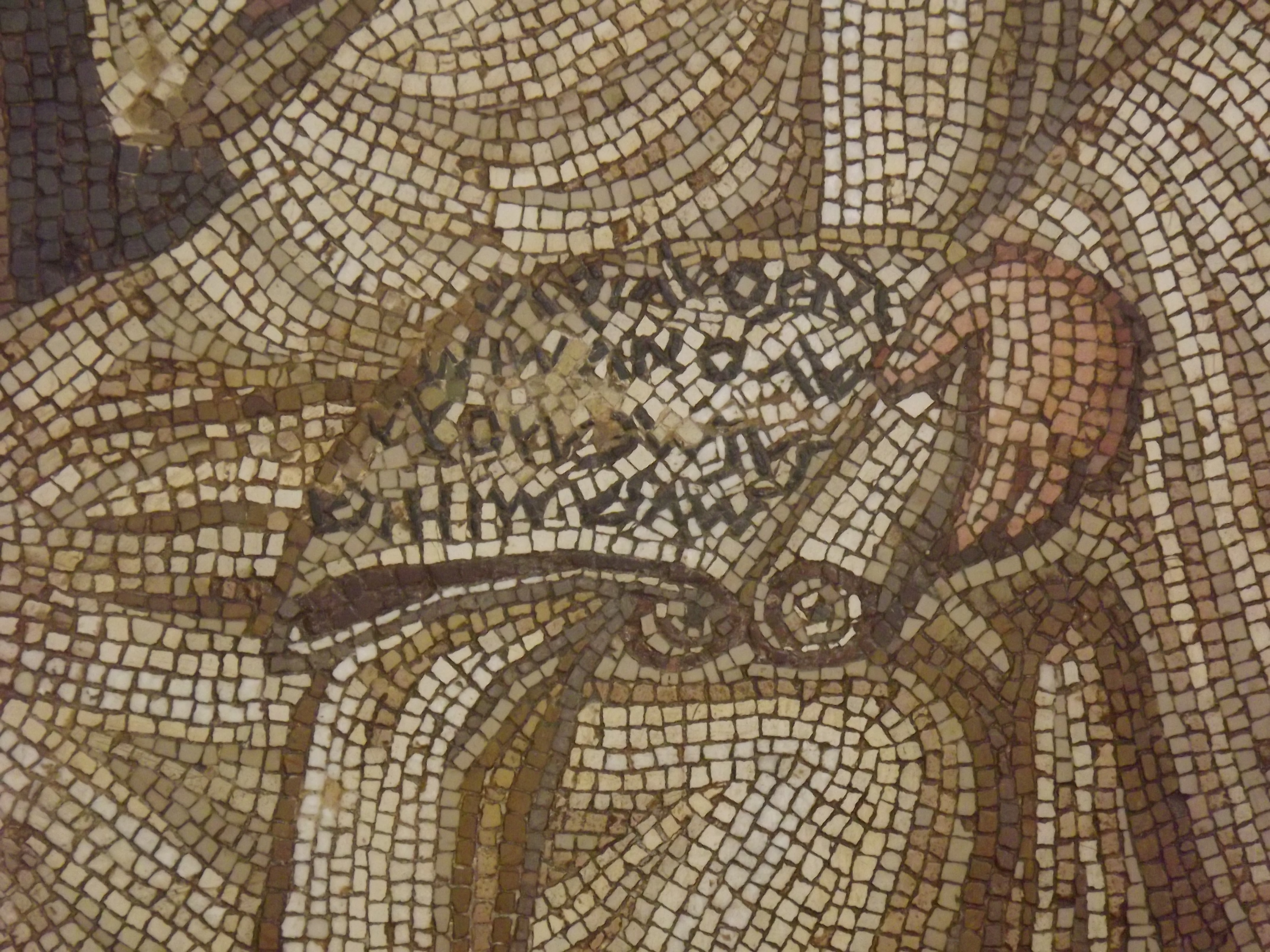
Détail du parchemin.

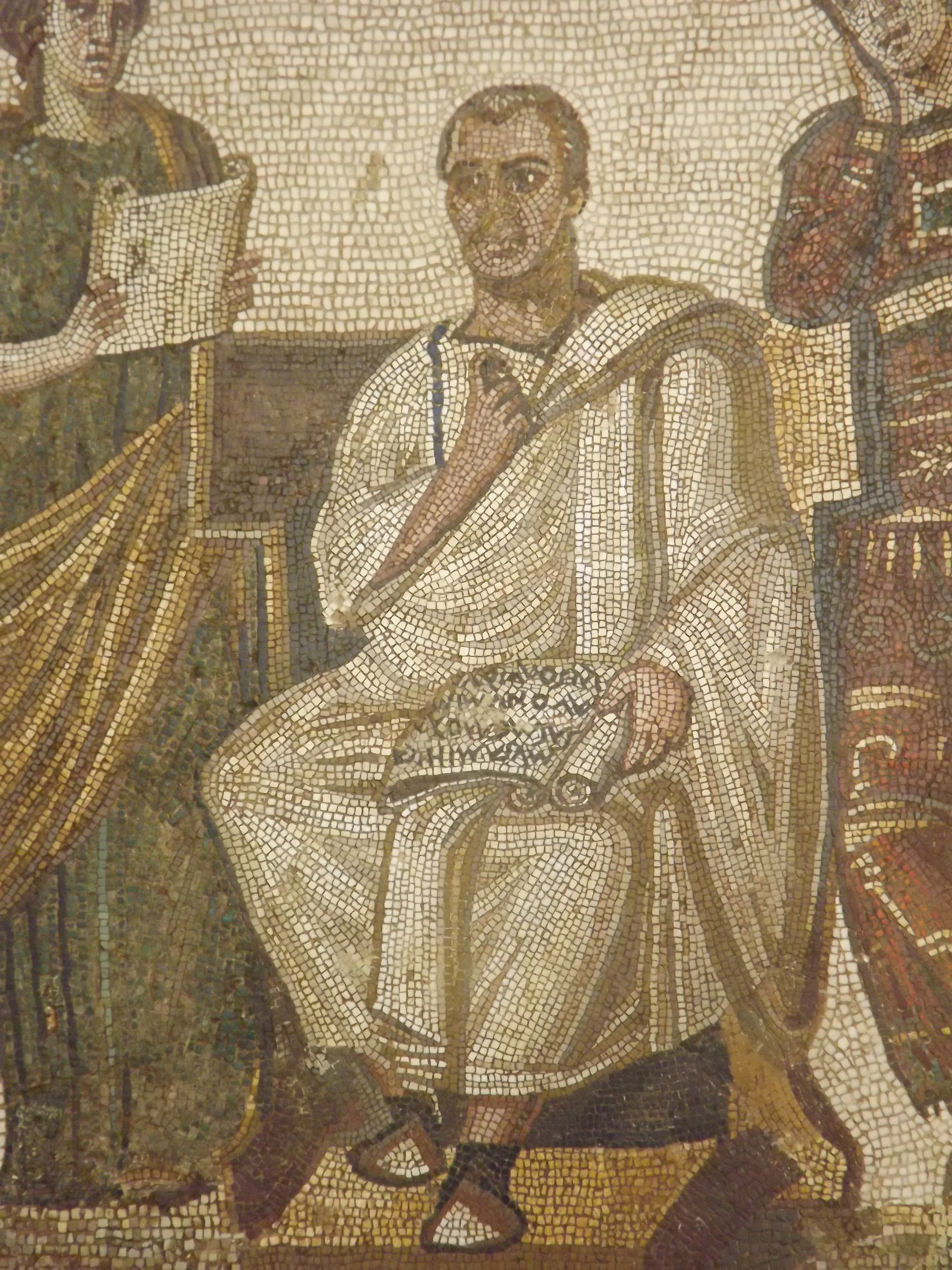
Détail du personnage central identifié comme Virgile.

Elle représente le poète romain Virgile, vêtu d'une ample toge blanche décorée de broderies.
Le poète tient dans sa main, posé sur ses genoux, un rouleau de parchemin où sont écrits des extraits de l'Énéide, plus précisément le huitième vers : Musa, mihi causas memora, quo numine laeso, quidve... (« Muse, rappelle-moi les causes, dis-moi pour quelle atteinte à ses droits sacrés, pour quelle... »).

### Muses
Il est entouré des Muses Clio et Melpomène : Clio, la Muse de l'histoire, est placée à gauche du poète et lit alors que Melpomène, Muse de la tragédie, tient un masque tragique. Clio est habillée d’une robe longue, dépourvue de manches, de couleur verdâtres. Une palla (sorte de châle), à la teinte dorée, enveloppe ses hanches.

## Interprétation
L'œuvre est la plus ancienne représentation connue à ce jour du poète. Certains y ont vu selon Mohamed Yacoub une représentation du propriétaire de la maison, passionné du poète. La datation du pavement a varié du Ier au IVe siècle mais ne peut dépasser le IIIe siècle vu le contexte archéologique de sa découverte selon le même auteur.